# 兰塔尔
兰塔尔（德語：Lahntal，意为“兰河谷”）是德国黑森州中部马尔堡-比登科普夫县的一个市镇。总面积40.49平方公里，总人口7018人，其中男性3477人，女性3541人（2011年12月31日），人口密度173人/平方公里。

## 地理

### 位置
兰塔尔位于兰河上游，法兰克福以北约83千米，马尔堡西北约7千米处。

### 地貌
兰塔尔部分村落属于上兰河河谷，部分村落则位于一个谷地中。

### 气候
兰塔尔属于中纬度温和大洋气候。夏季平均气温维15至16摄氏度，冬季在-1到1摄氏度之间。在兰河河谷上游平均年降水量为800-1000毫米间，在下游在700-800毫米间。

### 河流

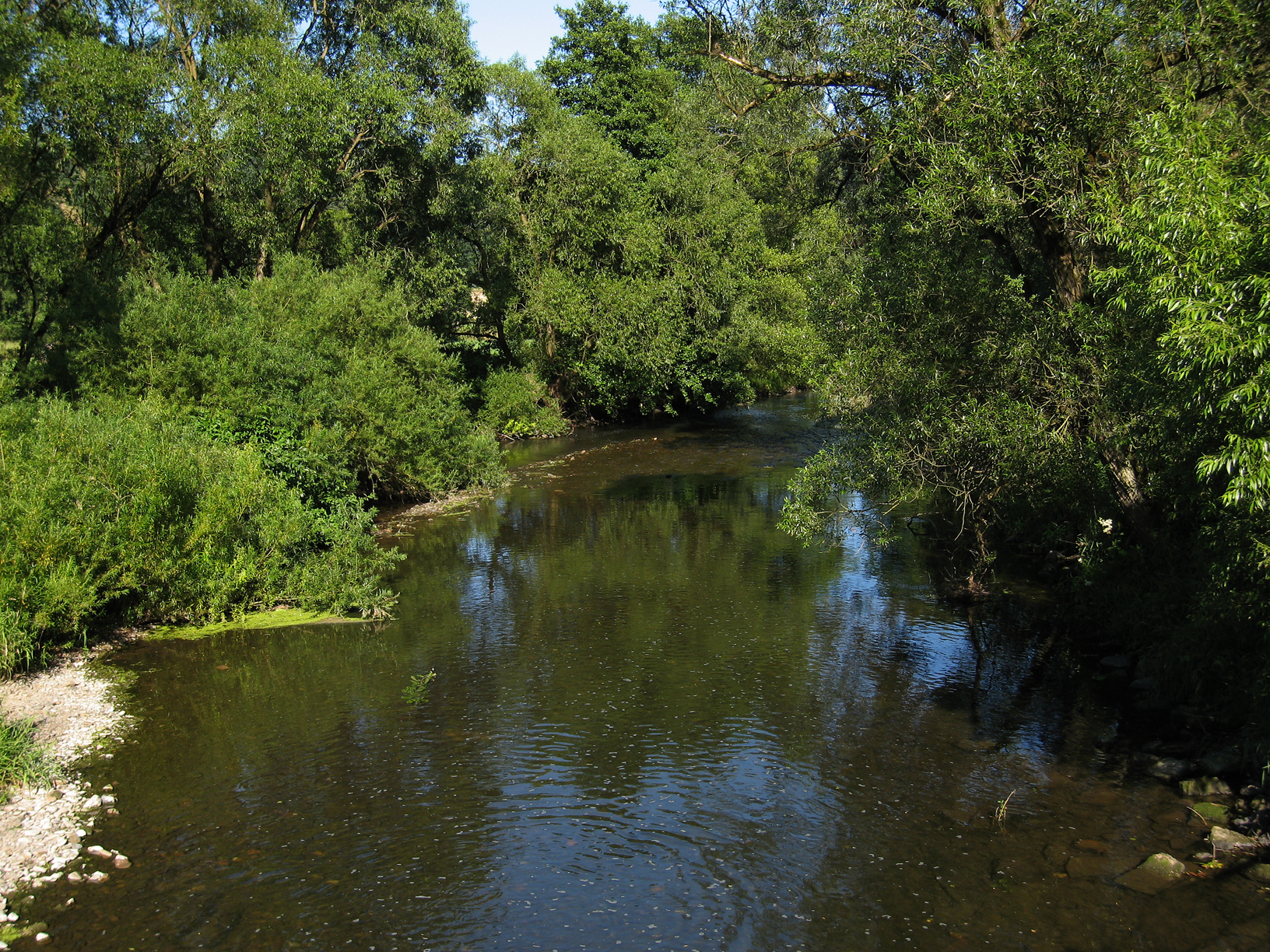
维特沙夫特河注入兰河的地方

兰塔尔境内最大的河流是兰河。它从西向东流经兰塔尔北部，有时它也有东南走向。维特沙夫特河从北流入兰河。入河口的高度为海拔192米。兰塔尔境内的其它溪流都比较短，直接或者间接汇入兰河。

### 周边市镇
向东兰塔尔与黑森州韦特相邻，向东南克尔伯，向南马尔堡，向西道特弗塔尔。

### 镇区
兰塔尔分7个区。

## 历史

### 镇的形成
1971年12月31日根据黑森州地域该给当时独立的镇卡尔登河施代尔茨豪森自愿合并成兰塔尔镇。1974年7月1日按照州法律布隆格斯豪森、哥廷根和兰费尔斯合并入兰塔尔。施代尔茨豪森是镇政府所在地。所有合并的村落今天都是一个区。
2021年9月26日兰塔尔、明希豪森和黑森州韦特举行是否合并的共投。明希豪森（77.7%）和兰塔尔（79.5%）的居民以明显多数反对合并，黑森州韦特则以很小的多数（52.8%）赞成合并。

### 镇区历史
各镇区有各自自己的历史。

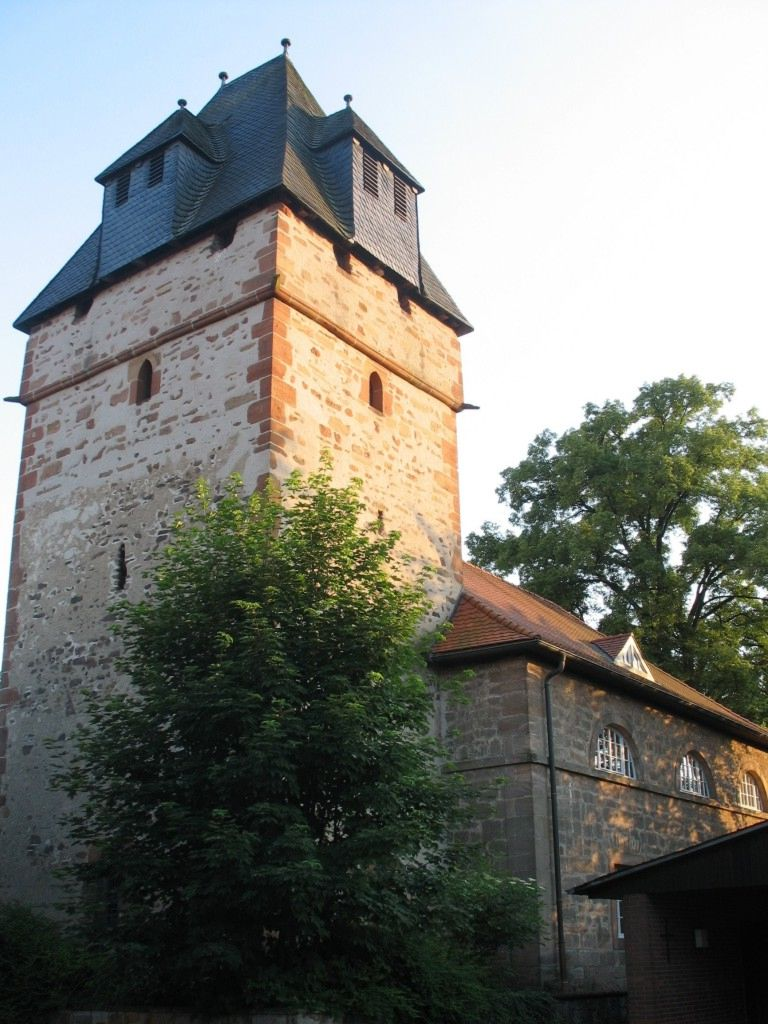
兰塔尔最早的建筑之一：施代尔茨豪森教堂的卫塔

1992年在镇区布隆格斯豪森附近发现了一座10至13世纪的城堡遗址。关于这座城堡没有任何历史记载。
卡尔顿的教堂是一座熙笃会女修道院的遗迹，修道院的其它遗迹也有保留，在一份公元800年左右的法庭记录里就已经提到该修道院。
格丁根镇区首次于1306年被提到，它是一个重要交通交叉口。从三十年战争开始一条从法兰克福通往不来梅的商道通过这里。
戈斯菲尔德在公元850年左右就已经在一份富尔达修道院的文献中提及，它数百年属于马尔堡的条顿骑士团。从19世纪开始镇区内有一犹太会堂。
据马尔堡国家档案馆克恩巴赫镇区首次于1130年左右被提到。
萨尔瑙镇区的名字来源于凯尔特语和斯拉夫语。这个地名的原意是鹿场。当地发现的陶瓷残片说明过去这里就已经有人居住了。它首次在一份1200年左右的文献中出现。1322年有记载当地有一名骑士在管理。
施代尔茨豪森在13世纪里属于韦特伯爵领地。它的教堂的卫塔从远处就可以看到，是当地最老的建筑物。很可能它的地基是再早的一座罗曼式小教堂的地基。塔最老的横梁被定年为1246年。祭坛上有13世纪遗留下来的壁画。

### 居民

#### 2011年人口结构
根据2011年人口普查数据2011年5月9日镇上有居民6819人。其中282人（4.1%）是外国人，这些人中95人来自欧洲联盟国家，142人来自其它欧洲国家（包括俄罗斯、土耳其和原南斯拉夫国家），72人来自其它国家。至2019年外国人百分率上升到6.9%。1350名居民在18岁以下、2961名在18岁到49岁之间、1404名在50到64岁之间、1101名在64岁以上。镇上有2802个户。其中750个户是单身、753是没有孩子的结婚伴侣、999个有孩子、249个户是单亲家庭、51个是共享公寓。414个户中有老年人居住，2016个户中没有老年人。

#### 宗教信仰
| 1987年 | 4626名新教徒（76.82%），602名天主教徒（10.00%），794名其它（13。18%） |
| 2011年 | 4531名新教徒（66.45%），670名天主教徒（9.82%），1618名其它（23.73%）  |

## 政治

### 镇议会
2021年3月14日黑森州的地区选举结果以及与此前的地区选举比较为：
| 党派和选民联盟 | 党派和选民联盟                 | 2021年 | 2021年 | 2016年 | 2016年 | 2011年 | 2011年 | 2006年 | 2006年 | 2001年 | 2001年 |
| 党派和选民联盟 | 党派和选民联盟                 | %      | 席     | %      | 席     | %      | 席     | %      | 席     | %      | 席     |
| -------------- | ------------------------------ | ------ | ------ | ------ | ------ | ------ | ------ | ------ | ------ | ------ | ------ |
| SPD            | 德国社会民主党                 | 34.9   | 11     | 44.5   | 14     | 48.0   | 15     | 51.4   | 16     | 43.1   | 13     |
| CDU            | 德国基督教民主联盟             | 20.9   | 6      | 19.5   | 6      | 20.4   | 6      | 22.2   | 7      | 22.1   | 7      |
| BLL            | 兰塔尔镇民名列                 | 26.0   | 8      | 23.7   | 7      | 16.4   | 5      | —      | —      | —      | —      |
| 绿党           | 联盟90/绿党                    | 18.2   | 6      | 12.3   | 4      | 15.2   | 5      | 7.6    | 2      | 10.4   | 3      |
| BÜRGERBLOCK    | 戈斯菲尔德-萨尔瑙-哥廷根镇民组 | —      | —      | —      | —      | —      | —      | 12.9   | 4      | 16.6   | 5      |
| WG             | 兰塔尔-施代尔茨豪森选民群      | —      | —      | —      | —      | —      | —      | 5.9    | 2      | 7.8    | 3      |
| 总计           | 总计                           | 100.0  | 31     | 100.0  | 31     | 100.0  | 31     | 100.0  | 31     | 100.0  | 31     |
| 无效选票百分比 | 无效选票百分比                 | 1.5    | —      | 2.9    | —      | 2.0    | —      | 2.4    | —      | 1.8    | —      |
| 参选比例       | 参选比例                       | 55.8   | 55.8   | 51.7   | 51.7   | 51.3   | 51.3   | 52.1   | 52.1   | 60.9   | 60.9   |

### 镇长
根据黑森州地区行政法镇长的任期为六年，从1993年开始镇长是直接选举的，他是镇议会的主席，在兰塔尔镇议会除镇长外还有一名志愿的首席议员和八名议员。现任镇长从2023年1月20日开始就职。他的前任连任五次后退休，目前的镇长于2022年9月18日以56.13%的选票当选，当时的参选比例为58.92%。

### 镇区代表
根据黑森州地区行政法兰塔尔的各镇区有镇区区长和镇区议会。镇区代表也是在地区选举中选出的。各镇区代表选举镇区区长。

### 镇徽和镇旗
镇徽的底色是红色，上面中心有一枚条顿骑士团的徽章（银色底上黑色的十字），一道银色的波浪横条在条顿骑士团徽章后把镇徽分成上下两部分，它的后面有一根从左上角到右下角斜放的金色的修道院院长依仗，上带银色的穗，右上方有三枚银色的苜蓿叶，下半部有四枚银色苜蓿叶。
镇徽是在黑森州行政区划改革后制定的，徽章中部的波浪横条代表兰河。七枚苜蓿叶代表七个镇区。修道院院长依仗象征过去在卡尔顿的修道院，条顿骑士团的徽章则代表过去它在戈斯菲尔德的领主地位。
非官方的镇旗是红白两色的，上面印有镇徽。

### 姐妹镇
从1986年4月6日起兰塔尔与法国叙萨尔格结为姐妹镇。叙萨尔格位于埃罗省，离蒙彼利埃只有17千米距离，离地中海也很近。兰塔尔与叙萨尔格之间距离约1050千米。
2005年1月10日兰塔尔与波兰小镇斯塔拉基泽瓦结成姐妹镇。2006年5月26日双方在兰塔尔签署有关文献。斯塔拉基泽瓦有6200名居民，分布在约20个有些非常小的村落里，它位于卡舒比亞地区，格但斯克以南约80千米和马尔堡以西约80千米处。

### 与邻镇的合作
从2007年开始兰塔尔与克尔伯、明希豪森和黑森州韦特在多方合作。从典型的政府工作如测速和垃圾回收外这些镇也在人口结构变化、可再生和保护气候的能源供给、儿童和青少年教育等面向未来的方面合作。

## 文化和名胜

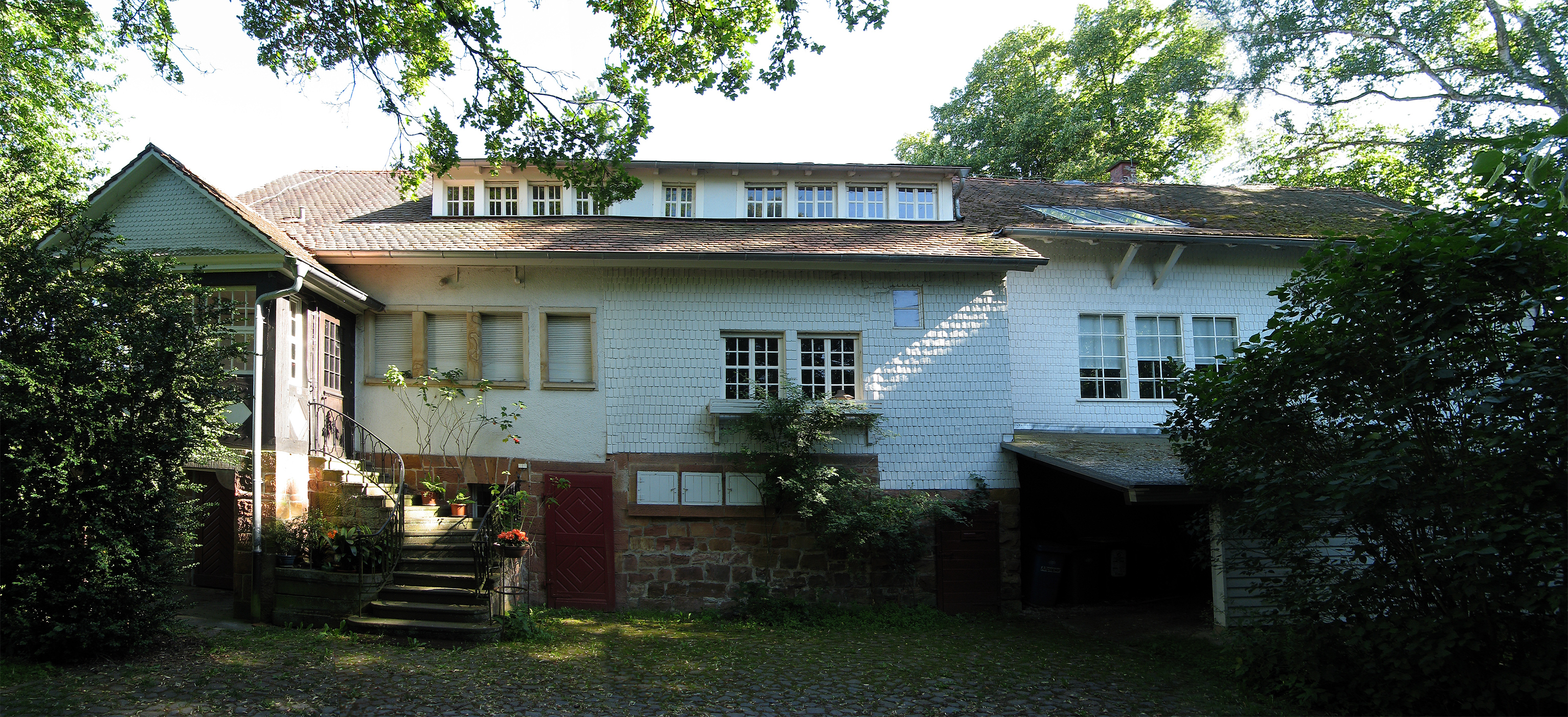
乌贝洛德大厦

- 卡尔顿的里姆山塔
- 12或13世纪建造的施代尔茨豪森教堂的卫塔
- 戈斯菲尔德的老兰河桥
- 戈斯菲尔德的乌贝洛德大厦

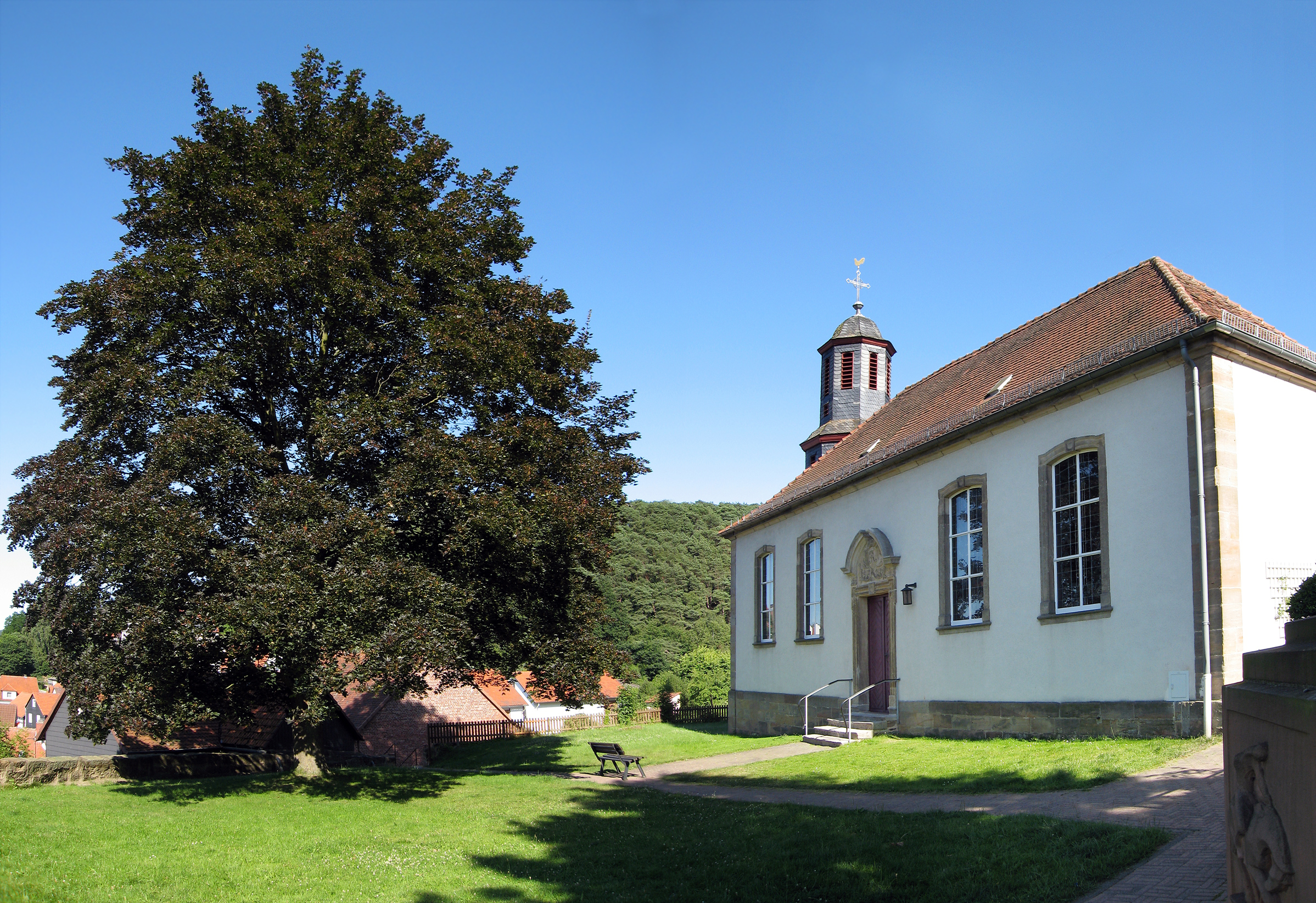
戈斯菲尔德的教堂
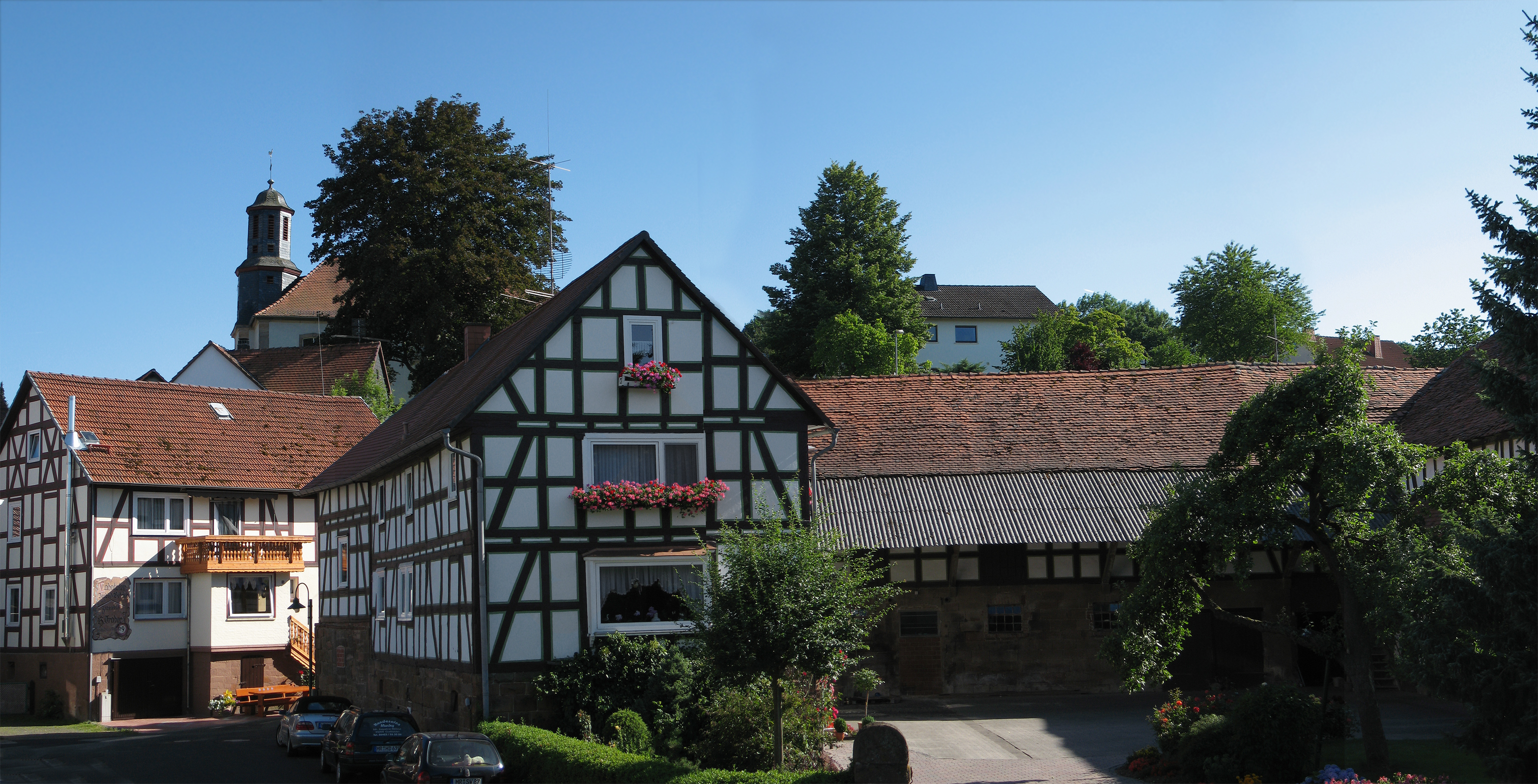
戈斯菲尔德街景
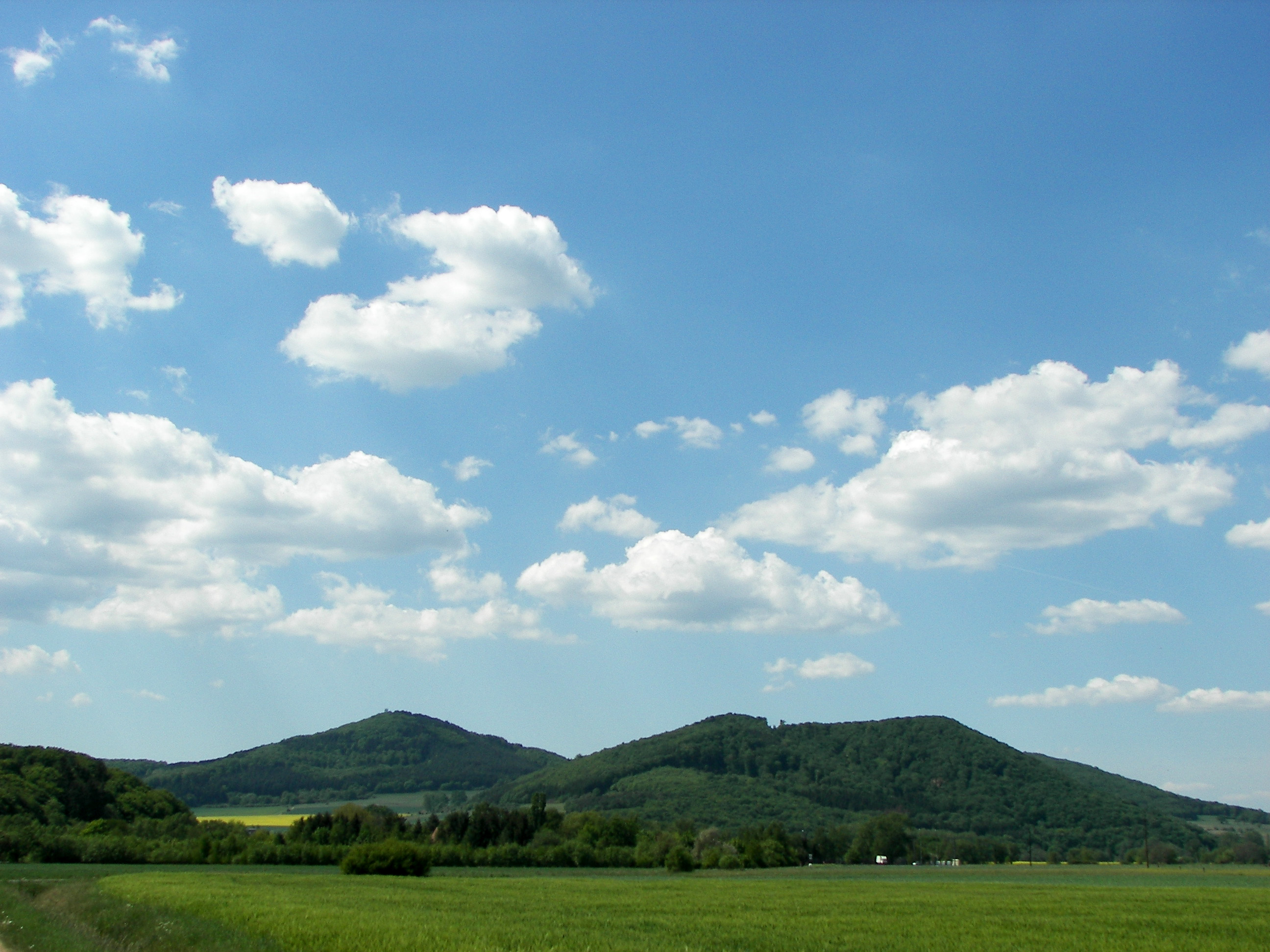
里姆山
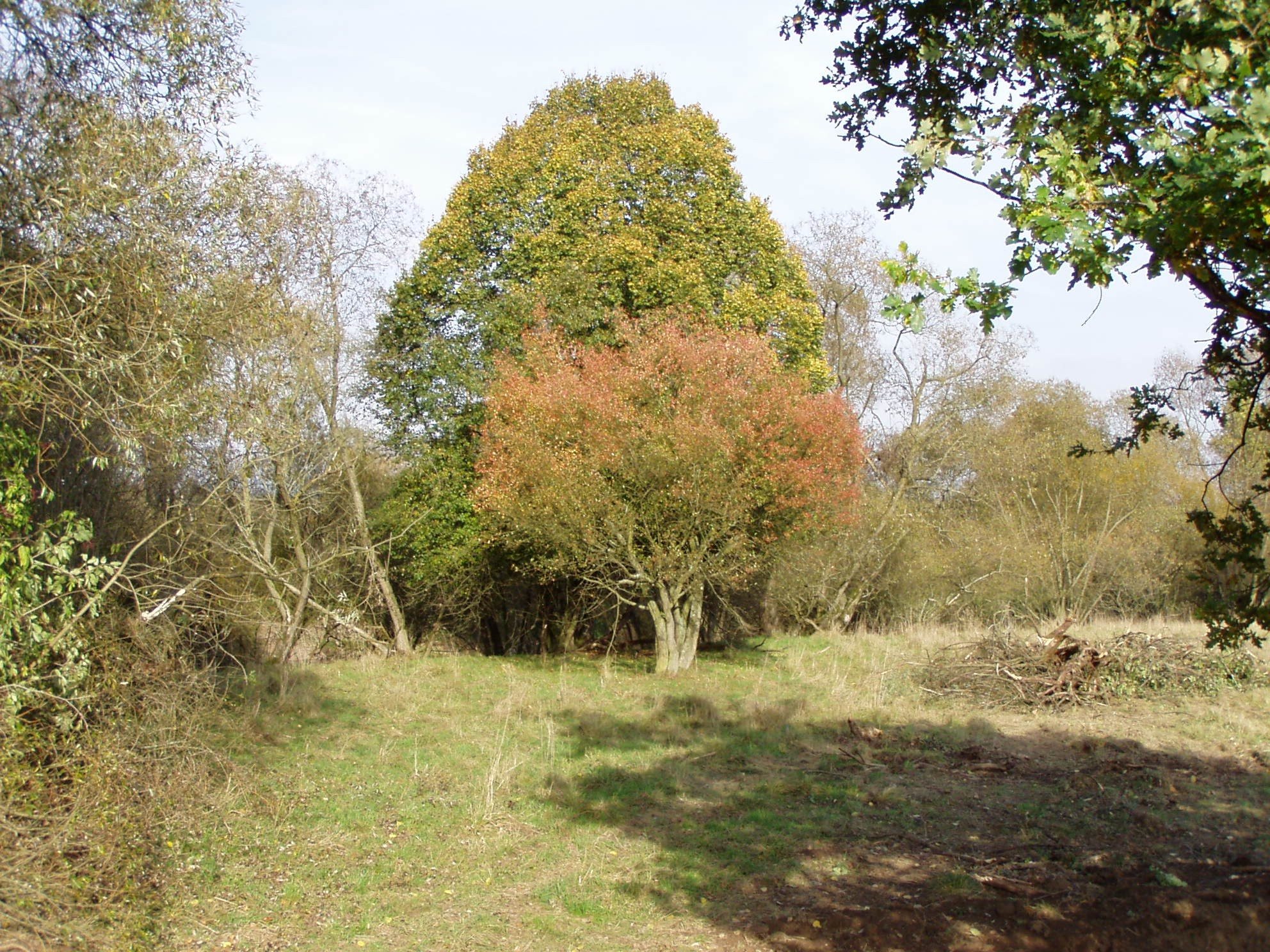
施代尔茨豪森兰河畔秋景

## 经济和基础建设

### 交通
62号德国联邦公路东西走向穿过兰塔尔通往比登科普夫、克尔伯和阿尔斯费尔德。252号德国联邦公路从北边的迪默尔施塔特和科爾巴赫终止于镇区哥廷根。
沿兰河上游的铁路连接马尔堡、比登科普夫、巴特拉斯弗和恩特布吕克。在兰塔尔有四个火车站，卡尔顿、施代尔茨豪森和戈斯菲尔德。萨尔瑙的火车站于2010年7月停用，被改为一座调度站。而与此同时于2010年7月4日兰塔尔-萨尔瑙车站启用。

### 旅游业
兰塔尔自然环境优美。兰河自行车道通过兰塔尔。